# Hendrik van Frankrijk

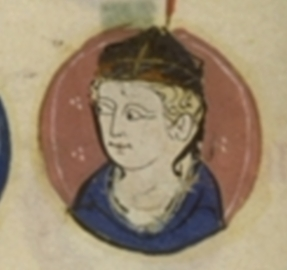
Hendrik van Frankrijk volgens een 14e-eeuwse miniatuur.

Hendrik van Frankrijk (circa 1121 - 13 november 1175) was van 1149 tot 1161 bisschop van Beauvais en van 1161 tot aan zijn dood aartsbisschop van Reims. Hij behoorde tot het huis Capet.

## Levensloop
Hendrik was de derde zoon van koning Lodewijk VI van Frankrijk uit diens tweede huwelijk met Adelheid van Maurienne. Als jongere zoon was hij voorbestemd voor een kerkelijke loopbaan. Op zijn vijftiende werd hij gewijd. 
Hij doorliep verschillende functies binnen de kerkelijke hiërarchie, mogelijk om hem voor te bereiden voor een hoge rang, waar hij als zoon van de koning recht op had. Hendrik werd kanunnik in Parijs en aartsdiaken in Orléans en bezat verschillende koninklijke abdijen. In 1146 overtuigde Bernardus van Clairvaux hem om in te treden in de Abdij van Clairvaux, weliswaar als gewone monnik. De abdijen waarover hij het bezit had, stond hij af aan zijn jongere broer Filips.
In 1149 koos de kapittel van de kathedraal van Beauvais hem tot nieuwe bisschop van Beauvais, daartoe aangezet door Bernardus van Clairvaux. Hendrik was niet goed voorbereid op de politieke verantwoordelijkheden van zijn functie en kwam al snel in conflict met de burgers van de stad. Zijn oudere broer, koning Lodewijk VII van Frankrijk, stond aan de kant van de stad, terwijl Hendrik gesteund werd door zijn jongere broer, graaf Robert I van Dreux. In 1151 werd het conflict bijgelegd na de tussenkomst van paus Eugenius III.
In 1161 werd hij verkozen tot aartsbisschop van Reims, waardoor hij zijn functie van bisschop van Beauvais moest afstaan. Ook in Reims kwam Hendrik in conflict met de inwoners van de stad, die met de steun van Lodewijk VII in opstand kwamen. Uiteindelijk werd de opstand onderdrukt. Daarna wijdde Hendrik zich aan de verfraaiing en de versteviging van de stad Reims. Verder bouwde hij de kastelen van Septsaulx en Cormicy en hield hij in 1164 een belangrijk concilie in Reims.
Hendrik van Frankrijk overleed in november 1175.
- Gemeinsame Normdatei: 104353503
- Library of Congress Control Number: no2019116367
- Virtual International Authority File: 272151246525844131606
- WorldCat: E39PBJmDjP6mT4pjVbMRhxhbVC